# کوتارو کومه
کوتارو کومه (ژاپنی: 久米 航太郎؛ زادهٔ ۲۹ مهٔ ۲۰۰۰) یک بازیکن فوتبال اهل ژاپن است.
از باشگاه‌هایی که در آن بازی کرده‌است می‌توان به باشگاه فوتبال توکوشیما ورتیس اشاره کرد.